# Ministère de la Justice (Turquie)
Pour les autres articles nationaux ou selon les autres juridictions, voir Ministère de la Justice.
Le ministère de la Justice (en turc : Adalet Bakanlığı) est un ministère de la République de Turquie qui s'occupe du fonctionnement du système judiciaire.
Yılmaz Tunç est l'actuel ministre de la Justice.